# Fernando Jorge
Fernando Dayan Jorge Enriquez, född 3 december 1998, är en kubansk kanotist.

## Karriär
Jorge tävlade för Kuba vid olympiska sommarspelen 2016 i Rio de Janeiro, där han tillsammans med Serguey Torres slutade på 6:e plats i C-2 1000 meter. Vid VM i Račice 2017 tog Jorge och Torres silver i C-2 1000 m. 2018 tog Jorge silver i både C-1 5000 meter och C-2 1000 meter vid VM i Montemor-o-Velho. Under året tog han även dubbla guld i C-1 1000 meter och C-2 1000 meter vid Centralamerikanska och karibiska spelen i Barranquilla.
2019 tog Jorge silver i C-2 1000 meter och brons i C-1 5000 meter vid VM i Szeged. Under året tog han även guld i C-2 1000 meter och silver i C-1 1000 meter vid Panamerikanska spelen i Lima.
Vid olympiska sommarspelen 2020 i Tokyo tog Jorge guld tillsammans med Serguey Torres i C-2 1000 meter. Vid VM i Köpenhamn 2021 tog de brons tillsammans i C-2 1000 meter.
Vid OS 2024 är han uttagen att tävla för flyktinglaget.